# Houston Acres
Houston Acres är en ort i Jefferson County, Kentucky, USA. År 2000 hade orten 491 invånare. Den har enligt United States Census Bureau en area på 0,4 km², allt är land.